# توماس كينغ
توماس كينغ هو سياسي كندي، ولد في 5 سبتمبر 1879، وتوفي في 18 ديسمبر 1972.